# عميل التأثير
عميل التأثير أو عميل النفوذ أو عميل التحريض هو عميل يتمتع بمكانة ما، يستخدم منصبه للتأثير في الرأي العام أو اتخاذ القرارات بهدف الوصول إلى نتائج تنعكس فائدتها على البلد الذي ينتمي العميل إلى جهازه الاستخباراتي. غالبًا ما يكون عملاء التأثير من أكثر العملاء الذين يصعب اكتشافهم، نظرًا لندرة الأدلة المادية التي تربطهم بقوة أجنبية، لكنهم يمكن أن يكونوا من بين أكثر الوسائل فاعلية للتأثير في الرأي العام والأفعال الأجنبية لأنهم يتمتعون بمصداقية كبيرة بين الجمهور المستهدف. والأكثر شيوعًا أنهم يخدمون مصالح قوة أجنبية بإحدى الطرق الثلاث: إما كـ «عميل موجَّه» تجنّده قوة أجنبية بشكل مباشر وتسيطر عليه؛ أو كـ «جهة اتصال موثوقة» تتعاون بوعي للنهوض بالمصالح الأجنبية ولكن من دون أن تجندها قوة أجنبية أو تتحكم بها مباشرة؛ أو كـ «مغفل مفيد» لا يدرك بتاتًا أن ما يفعله يصبّ في مصلحة قوة أجنبية.
غالبًا ما يُستخدم مصطلح «عميل التأثير» لوصف كل من الأفراد والمنظمات المشاركة في عمليات التأثير. قد يخدم الأفراد العاملون في هذا النوع من عمليات التأثير في مجالات الصحافة أو الحكومة أو الفن أو العمل أو الأوساط الأكاديمية أو عدد من المجالات المهنية الأخرى. استُهدف أيضًا صناع الرأي الثقافي والقوميون والزعماء الدينيون للعمل كعملاء فرديين للتأثير.
بالإضافة إلى عملاء التأثير الفرديين، يمكن للمنظمات الواجهة أن تخدم مصالح قوة أجنبية بهذه الصفة. بعض أمثلة الحرب الباردة على المنظمات الواجهة التي عملت كعملاء للتأثير وركّزت إلى حد كبير على الجانب السوفيتي، هي مجموعات «السلام»: مؤتمر السلام المسيحي والمنظمة الدولية للصحفيين والاتحاد العالمي للمشتغلين بالعلوم والاتحاد العالمي لنقابات العمال والمعهد الدولي للسلام ومجلس السلام العالمي. عندما ينضم الأفراد إلى هذه المنظمات بحسن نية ولكنهم في الواقع يخدمون مصالح نخبة أجنبية، يصبح انتماؤهم تسللًا، وبصورة تراكمية تعمل المنظمة كعميل للتأثير.

## تعاريف الحكومة الأمريكية
- عميل يتمتع بمكانة ما، يستخدم منصبه للتأثير في الرأي العام أو اتخاذ القرارات بهدف الوصول إلى نتائج تنعكس فائدتها على البلد الذي ينتمي العميل إلى جهازه الاستخباراتي. (دليل مكتب التحقيقات الخاصة التابع للقوات الجوية 71-142).[9]
- شخص توجِّهه منظمة استخباراتية لاستخدام منصبه للتأثير في الرأي العام أو عملية صنع القرار بطريقة من شأنها أن تعزز أهداف الدولة التي تعمل هذه المنظمة لأجلها (مسرد مكافحة التجسس -  مصطلحات وتعاريف ذات أهمية للمتخصصين في مكافحة التجسس في وزارة الدفاع).[9]
- يُعرَف عميل التأثير على أنه فرد يعمل لصالح العدوّ دون إعلان صريح بالولاء له ويحاول ممارسة التأثير سرًا، ولكنه لا يجمع بالضرورة المعلومات الاستخباراتية أو يمسّ المواد السرية (القاموس التاريخي لمكافحة التجسس في الحرب الباردة).[9]
- عميل يعمل بموجب تعليمات استخباراتية، ويستخدم رسميّته أو منصبه العام وغيرها من الوسائل لممارسة التأثير في السياسة والرأي العام ومسار أحداث معينة ونشاط المنظمات السياسية ووكالات الدولة في البلدان المستهدفة (معجم الاستخبارات السوفيتية: كتيّب ضابط الاستخبارات السوفيتي الذي حرره فاسيلي ميتروخين، أمين أرشيف الاستخبارات السوفيتية).[9]
- سُن قانون تسجيل العملاء الأجانب (FARA) في عام 1938، ويوفر 22 USCode § 611 وما يليه تعريفات مفصّلة لما يمثّله عميل التأثير.[9]

## المميزات
السمة الأساسية التي تميز عملاء التأثير عن الجواسيس هي عدم وجود سيطرة مطلقة تمارسها القوة الأجنبية على عميل التأثير. وفقًا لأنجيلو كوديفيلا، فإن عمل عميل التأثير «يمكن أن يكون أكثر قيمة ودقّة وخطورة من مجرد عمل جاسوس». كما شهدنا في الحرب الباردة من خلال «رفقاء الدرب»، كان أفضل عملاء التأثير هم أولئك الذين توافقت مصالحهم مع مصالح المعتدي وبالكاد احتاجوا إلى التنسيق. نادرًا ما تستطيع القوة الأجنبية ممارسة سيطرة كاملة على عميل التأثير، إذ إن هؤلاء العملاء لديهم تفضيلاتهم ودوافعهم الخاصة؛ إن الطريقة المثبتة لتحقيق النتائج المرجوة هي أن تختار القوة الأجنبية عميل تأثير تتوافق مصالحه مسبقًا مع مصالحها وتعمل على تطويره. ويمكن أن يؤدي إغفال دوافع عميل التأثير المختلفة إلى عواقب سلبية، كما شهدنا في الحرب العالمية الأولى، عندما أعاد استراتيجيو الحرب السياسية الألمانية فلاديمير لينين إلى سانت بطرسبرغ في محاولة لتعزيز عدم الاستقرار المحلي وإخراج روسيا من الحرب في عام 1917. نظرًا لأن دوافع لينين ومصالحه كانت تختلف عن الحكومة الألمانية في ذلك الوقت، فقد تصرف بطريقة لا تتناسب مع المصالح الألمانية، واستفحلت قوته لدرجة أن حزبه لعب دورًا فعالًا في إسقاط ألمانيا الإمبراطورية.
يمكن أيضًا أن تؤدي الجهود المفرطة التي تُبذل للسيطرة على عملاء التأثير أو استغلالهم إلى عواقب سلبية. يُنظر إلى هؤلاء العملاء على أنهم حلفاء استراتيجيون أو تكتيكيون، وقد تؤدي الجهود المبذولة لممارسة قدر كبير من السيطرة عليهم إلى فقدان أحد أصول التأثير. ويمكن أن يؤدي الاستغلال المفرط لهؤلاء العملاء إلى انكشاف أمرهم من خلال إجبارهم على اتخاذ مواقف متحيزة مريبة، كما شهدنا في فضح أمر النرويجي آرن تريهولت. ولأن هؤلاء العملاء يمارسون التأثير، لا تكون مواقفهم وآراؤهم سرية بالكامل، ولكن من المرجح أن يظل المستوى الذي ينسقون به الأنشطة مع القوة المعادية سرًا.
يُعدّ عملاء التأثير أكثر فاعلية لأنهم يجلبون معهم شعورًا بالمصداقية بين الجمهور المستهدف، ويستخدمون هذه المصداقية لنقل قصة أو التلاعب بحالة لصالح القوة الأجنبية التي يتقاسمون معها التفضيلات والدوافع المشتركة. هذه المصداقية تجعل عملاء التأثير فعالين للغاية، وفقًا لأنجيلو كوديفيلا، إن استخدام هؤلاء العملاء يعدّ عملًا حربيًا «بنفس المعنى الذي تُعدّ فيه الجيوش التي تسقط عبر الحدود أو الطائرات التي تلقي القنابل أعمالَ حرب، وذلك لأن نتائجه يمكن أن تكون تدخّلية أو حاسمة مثل نتائج الجيوش أو القنابل».

## أشهر عملاء التأثير
قد يخدم الأفراد العاملون كعملاء تأثير في مجالات الصحافة أو الحكومة أو الفن أو العمل أو الأوساط الأكاديمية أو في عدد من المجالات المهنية الأخرى. وقد استُهدف أيضًا صناع الرأي الثقافي والقوميون والزعماء الدينيون للعمل كعملاء فرديين للتأثير. فيما يلي بعض الأفراد البارزين الذين اتُّهموا بأنهم عملاء تأثير أجانب. ليست القائمة شاملة ولكنها تهدف إلى إظهار النطاق الواسع الذي يمكن أن يعمل فيه هؤلاء العملاء. كما لوحظ سابقًا، إن إثبات شخص ما بأنه عميل تأثير هو من بين أكثر المساعي صعوبة، حتى بالنسبة لضباط مكافحة التجسس الأكثر مهارة.
- آلجر هيس: عميل تأثير وجاسوس. عند انكشاف أمره، حصل على دعم كبير من السياسيين الأمريكيين ولم يدخل السجن إلا بسبب الكذب تحت القسم بشأن تمرير الوثائق إلى الاتحاد السوفيتي.[15]
- آرن هيرلوف بيتيرسن: استُخدم كعميل سوفيتي للتأثير في النرويج لأكثر من 10 سنوات، وركّز بشكل أساسي على وسائل مختلفة للتلاعب بالرأي العام الدنماركي.[16]
- آرن تريهولت: فُضِح أمره نتيجة لاستخدامه المفرط كعميل تأثير في اتخاذ حجج متحيّزة بشكل صارخ على الحدود الشمالية للنرويج.
- روز أونيل غرينهاو: جاسوسة كونفدرالية وعميلة متّهمة بالتأثير، عملت بين البريطانيين.
- بيتر ماتيسن: كاتب وعميل سري سابق في وكالة المخابرات المركزية الأمريكية، هو من أسّس باعتراف الجميع مجلة باريس ريفيو كواجهة لأنشطة وكالته.[17][18]